# Gran Metropolità de Barcelona
Gran Metropolità de Barcelona (Gran Metropolitano de Barcelona S.A.) va ser una empresa constituïda com a societat anònima el 26 de maig de 1921 per iniciar la construcció i explotació d'una línia de metro a la ciutat de Barcelona anomenada Gran Metro, avui operada com L3 de Lesseps a Liceu i com L4 de Passeig de Gràcia a Jaume I per part de FMB.
Per coordinar la gestió de la línia i ampliar-ne el finançament, Banco de Vizcaya es va associar a altres empreses de transport públic de Barcelona (Banco Hispano Colonial, Arnús-Garí, Tramvies de Barcelona i Ferrocarrils de Catalunya) i es va constituir la societat de Gran Metropolitano de Barcelona S.A..
Tot i que va ser la segona empresa que va constituir-se per a la construcció d'una línia de metro, va ser la primera que va inaugurar una línia a Barcelona. El 30 de desembre de 1924 va inaugurar el primer tram de la línia entre Lesseps i Catalunya.

## Història

### Orígens

Ferrocarril Metropolità Nord-Sud de Barcelona (projecte de Müller i Zaragoza, finalment no executat).

Durant el segle xix, la població de Barcelona es va quintuplicar arribant als 544.137 habitants l'any 1900 a causa de la industrialització. L'any 1863 es va inaugurar el Ferrocarril de Barcelona a Sarrià (actualment Línia Barcelona-Vallès) i el 1872 la primera línia de tramvies amb tracció animal, des del Pla de la Boqueria a la Vila de Gràcia. Mentrestant, l'any 1863 s'inaugurava la primera línia del metro de Londres que funcionava amb trens de vapor i a Lichterfeld (Alemanya) l'any 1881 apareixia el primer ferrocarril elèctric de servei públic.
El 1900 el tràfic rodat havia augmentat considerablement i les principals vies s'anaven embussant. Pau Muller i Gonçal Zaragoza van sol·licitar l'any 1907 la concessió d'un ferrocarril subterrani a Barcelona, anomenat Ferrocarril Metropolità Nord-Sud de Barcelona, per unir el Parc de la Ciutadella amb la Bonanova, passant subterràniament a través del passeig de Colom, la Rambla, plaça de Catalunya, passeig de Gràcia, carrer Gran de Gràcia, plaça de Lesseps, la muntanya del Putxet i el passeig de Sant Gervasi. Tot i l'interès, tant per tècnics i autoritats municipals, els autors del projecte no van trobar el finançament necessari per dur-lo a terme i van transferir tots els drets de la concessió al Banco de Vizcaya.

### Constitució de la societat
El 1920 el Banco de Vizcaya va decidir reprendre el projecte pel progressiu augment del tràfic de la xarxa de tramvies, la inauguració del metro de Madrid i l'interès generat per la construcció del Metro Transerval. Per Reial Ordre de 12 de febrer de 1921 s'atorgava a aquest banc la concessió del ferrocarril elèctric subterrani per a 99 anys. Per coordinar la gestió de la línia i ampliar el finançament Banco de Vizcaya es va associar a altres empreses de transport públic de Barcelona i es va constituir una societat denominada Gran Metropolità de Barcelona S.A. (GMB).

### Gran Metro

El recorregut del Gran Metro (L3 i L4) el 1946.

Al cap de poc d'iniciar-se les obres al juliol de l'any 1921, la societat GMB va presentar un projecte de modificació del traçat modificant els dos extrems de la línia i que va ser aprovat per la Divisó de Ferrocarrils el 1922. Per un extrem se situava l'estació terminal a la plaça de Lesseps, en comptes de al passeig de Sant Gervasi, ja que els darrers anys s'havien construït diverses línies de tramvies a la zona i GMB volia sol·licitar la concessió d'una nova línia que passaria per la zona. A l'altre extrem modificava el projecte inicial per la construcció d'una nova línia que s'iniciés a passeig de Gràcia fins al Portal de Mar, ja que la construcció dels túnels al llarg del passeig de Colom es veia complicada perquè el subsòl està format per blocs de pedra de l'antiga escullera i podria causar filtracions d'aigua. El traçat d'aquesta es preveia per la ronda de Sant Pere i Via Laietana. A Laietana aprofitaria els túnels ja existents que va construir l'Ajuntament de Barcelona el 1908 durant el Pla de Reforma de la Ciutat i que encara no s'havien utilitzat. GMB va adquirir els túnels per 800.000 pessetes, a més havia de pagar a l'Ajuntament un cànon anual de 45.000 pessetes i una participació de l'explotació de la línia.
Amb la modificació es passava de tenir una línia a dues en forma de Y i un tram comú, anomenades línia I de Lesseps a Liceu i línia II des d'Aragó (ara Psg. de Gràcia) a Correus. Les obres es feren de forma subterrània a l'Eixample i Gràcia per no afectar col·lectors i la rasa del carrer d'Aragó de la línia de Barcelona a Tarragona de MZA, mentre que a Ciutat Vella es van fer a cel obert a causa d'aigües subàlvies.
La inauguració del primer ferrocarril metropolità de la ciutat es va produir el 30 de desembre de 1924, presidida per l'infant Ferran de Baviera, en representació del rei Alfons XIII. Es va obrir el tram entre Catalunya i Lesseps de la línia I, ja que el tram de Liceu estava més endarrerit. Tenia una longitud de 2.741 metres amb quatre estacions: Lesseps, Diagonal, Aragó (ara Passeig de Gràcia) i Catalunya, amb ascensors a Lesseps i Fontana, aquesta última oberta posteriorment l'1 de maig de 1925 i l'ampliació fins a Liceu el 5 de juliol.

### Projectes del GMB
GMB també projectava la construcció de tres línies més:
- Línia III: Cap al nord, des de Lesseps a Sant Gervasi, Vallcarca i Horta amb una longitud de 4.917 metres.
- Línia IV: Línia de circumval·lació des de Lesseps a Sarrià, les Corts, Sants, Hostafrancs, el Poble-sec, la Rambla, per l'avinguda de la Catedral cap al Parc de la Ciutadella i l'Estació de França, on ennlaçaria amb la línia II.
- Línia V: Des de l'Estació de França cap al passeig de Colom, la Portal de la Pau i la Rambla de Santa Mònica fins a Liceu, on enllaçaria amb la línia I i IV.

### Municipalització i absorció
L'octubre de 1952 el Ple de l'Ajuntament de Barcelona va aprovar un acord on es preveia la municipalització de totes les empreses de transport públic de la ciutat, afectant el Ferrocarril Metropolità de Barcelona, el Gran Metropolità de Barcelona i Tramvies de Barcelona. L'any 1955 els propietaris del Gran Metropolità de Barcelona i Tramvies de Barcelona van firmar l'acord de l'adquisició de les accions per part l'Ajuntament.
El 1958 l'Ajuntament va acabar de comprar el Ferrocarril Metropolità de Barcelona, hi va participar des de la seva constitució i el 1928 en controlava bona part. Tres anys més tard, el 1961 el Gran Metropolità va ser absorbit per FMB, creant Ferrocarril Metropolità de Barcelona SA/SPM.
Una de les millores més importants de la fusió va ser la construcció d'una galeria de connexió de les andanes de les estacions de Catalunya del Gran Metro i el Metro Transversal. Després de la fusió, les línies I i II del GMB (tota la Y) van passar a denominar-se línia III.

### El Gran Metro després de la fusió

La L4 actual (en groc) i segons el plans de 1966 (negre) i de 1974 (gris fosc).

Després de la fusió al Pla d'Urgència de 1963 es proposava el perllongament des de Ferran a Plaça d'Espanya i des de Lesseps al carrer de Vallirana. Al Pla de Metros de 1966 es proposa la segregació del ramal de Via Laietana (antiga línia II del GMB) de la línia III des de la bifurcació d'Aragó, a l'estació de Passeig de Gràcia, fins a l'estació de Correus per crear una línia circular a l'Eixample, Ciutat Vella, Sant Martí, Sant Andreu, Guinardó i Gràcia.
El 20 de març de 1972 es va tancar definitivament al públic l'estació de Correus i des del 4 d'abril temporalment el tram entre Urquinaona i Jaume I per realitzar-hi obres, així la línia III passava a perdre el ramal de Via Laietana i a ser una línia sense ramals, des de Lesseps a Ferran. L'antic ramal de Via Laietana es reobriria el 1973 com a línia IV,
Per a la línia III que restava es proposava convertir-la en una línia circular que arribaria fins a l'Avinguda Diagonal des del barri de les Corts i posteriorment tancaria el cercle a Lesseps. El 1971 es rectifica el projecte per deixar de ser una línia circular, amb un traçat similar a l'actual entre Zona Universitària i Canyelles (aquesta en seria la terminal), però amb el perllongament des de Zona Universitària fins a Esplugues de Llobregat i Sant Just Desvern. El 1974 es proposa el perllongament des de Canyelles a Trinitat Nova i des d'allà a Ciutat Meridiana.
Actualment les antigues cotxeres de Lesseps del GMB, que tenien la peculiaritat d'estar ubicades en unes naus a l'exterior pujant i baixant els trens amb un elevador, ja no donen servei. Les línies s'han mantingut independents i s'han perllongat, L3 uneix Zona Universitària amb Trinitat Nova i la L4 Trinitat Nova amb la Pau.